# Shin'ichi Mutō
Shin'ichi Mutō (武藤 真一, Mutō Shin'ichi) est un footballeur japonais né le 2 avril 1973.